# Melkus MB90
Melkus MB90 – samochód wyścigowy projektu i konstrukcji Melkusa, zbudowany w 1990 roku. Ostatni jednomiejscowy samochód wyścigowy Melkusa w historii.

## Historia
Samochód był rozwinięciem Melkusa ML89, zbudowanym zgodnie z przepisami obowiązującymi w Pucharze Pokoju i Przyjaźni. Początkowo planowano zastosować silnik IFA-Volkswagen, jednakże Melkus nawiązał współpracę z BMW, które zostało dostawcą pięciostopniowej skrzyni biegów oraz silnika 1,6 R4. Był on w stanie rozpędzić pojazd do 250 km/h. Zastosowanie części BMW wymusiło przeprojektowanie tylnej części pojazdu. Projekt nadwozia opracowano w tunelu aerodynamicznym TU Dresden. Zbudowano dwa egzemplarze modelu.
Kierowcą samochodu był Ulli Melkus. Po jego śmierci BMW zakończyło współpracę z firmą Melkus. Samochód przejął natomiast Nils-Holger Wilms. Wilms wygrał m.in. dwa wyścigi w Formule Euro Cup w 1994 roku (kl. 2 do 1600 cm³). Następnie Wilms używał modelu MB90 do rywalizacji w wyścigach samochodów historycznych.